# Dasorgyia barbara
Dasorgyia barbara är en fjärilsart som beskrevs av Erich Martin Hering 1926. Dasorgyia barbara ingår i släktet Dasorgyia och familjen tofsspinnare. Inga underarter finns listade i Catalogue of Life.